# هيئة المعلومات والحكومة الإلكترونية (البحرين)
هيئة المعلومات والحكومة الإلكترونيَّة، هي هيئة حكوميَّة إلكترونيَّة تلتزم بتقديم الخدمات الرَّقميَّة المُتكاملة وتسهيل الخدمات للمواطنين والمقيمين في البحرين. الرئيس التنفيذي للهيئة الحالي هو محمد علي القائد، منذ عام 2015.

## تاريخ
أطلقت مملكة البحرين أولى استراتيجياتها المتعلقة بالحكومة الإلكترونية في عام 2007، وامتدت حتى عام 2010، وركزت في بادئ الأمر على تكامل الجهود الحكوميَّة من أجل تقديم خدمات أفضل وأسرع وأسهل للمواطنين. وقد حققت الهيئة بفضل ذلك ارتفاع ترتيبها العام في تقرير الأمم المتحدة للحكومة الإلكترونية عام 2010 إلى المركز الثالث عشر عالميًا بعد أن كان الثاني والأربعين، ليكون الثالث آسيويًا، والأول خليجيًا وعربيًا وعلى مستوى دول الشرق الأوسط.

## الخدمات الإلكترونية
دشَّنت الهيئة أكثر من 300 خدمة إلكترونيَّة عبر عدة قنوات، مثل الموقع الرسمي المعروف بالبوابة الوطنيَّة، وتطبيقات الأجهزة الذكيَّة، ومراكز الخدمات وغيرها. أصبحت الحكومة الإلكترونيَّة جزءًا أصيلًا وهامًا في منظومة الخدمات التي يعتمدها المواطنين والمقيمين والزوار وأصحاب الأعمال والجهات الحكوميَّة.

## وصلات خارجية
- الموقع الرسمي لهيئة المعلومات والحكومة الإلكترونيَّة
- موقع البوابة الوطنيَّة وفيها الخدمات الإلكترونيَّة التي تقدمها الهيئة